# Kuti Challani
Kuti Challani (auch: K'uti Challani) ist eine Streusiedlung im Departamento Cochabamba im südamerikanischen Andenstaat Bolivien.

## Lage im Nahraum
Kuti Challani liegt in der Provinz Ayopaya und ist eine Ortschaft im Cantón Ayopaya im Municipio Ayopaya. Die Ortschaft liegt östlich des Cerro Huaychani (3306 m) auf einer Höhe von 2684 m am Río Khora Mayu, der in nördlicher Richtung über den Río Molina Mayu und den Río Khatu zum Río Sacambaya fließt. Zur Ortschaft gehören die Bildungseinrichtungen „Unidad Educativa Kuti Challani“ und „Unidad Educativa Kuti“.

## Geographie
Kuti Challani liegt zwischen der Cordillera Mazo Cruz und der Cordillera del Tunari, einem nordwestlichen Teilabschnitt der Cordillera Oriental. Das Klima ist ein typisches Tageszeitenklima, bei dem die Temperaturschwankungen zwischen Tag und Nacht deutlicher ausfallen als zwischen den Jahreszeiten.
Die Jahresdurchschnittstemperatur der Region liegt bei knapp 15 °C (siehe Klimadiagramm Independencia) und schwankt im Jahresverlauf zwischen 11 °C im Juni/Juli und 17 °C im November/Dezember. Der jährliche Niederschlag liegt bei etwa 750 mm, wobei einer Trockenzeit von Mai bis August mit Monatsniederschlägen unter 20 mm eine ausgeprägte Feuchtezeit gegenübersteht, in der von Dezember bis März die Monatswerte deutlich über 100 mm hinausgehen.

## Verkehrsnetz
Kuti Challani liegt in einer Entfernung von 206 Straßenkilometern nordwestlich von Cochabamba, der Hauptstadt des Departamentos.
Von Cochabamba aus führt die unbefestigte Nationalstraße Ruta 25 über Independencia in nordwestlicher Richtung über Villa Pucara und Chulumani weiter nach La Paz. In Villa Pucara zweigt eine Nebenstraße in östlicher Richtung nach Kuti Challani ab und führt weiter nach Saylapata, Carhuani und Sivingani.

## Bevölkerung
Die Einwohnerzahl der Ortschaft ist in dem Jahrzehnt zwischen den beiden letzten Volkszählungen um fast ein Viertel zurückgegangen:
| Jahr | Einwohner         | Quelle       |
| ---- | ----------------- | ------------ |
| 1992 | keine Detaildaten | Volkszählung |
| 2001 | 154               | Volkszählung |
| 2012 | 113               | Volkszählung |
| 2024 |                   | Volkszählung |

Der überwiegende Teil der örtlichen Bevölkerung gehört dem indigenen Volk der Quechua an, im Municipio Ayopaya sprechen 97,9 Prozent der Bevölkerung Quechua.